# Muzeul Transilvănean
Muzeul Transilvănean (în germană Siebenbürgisches Museum) este un muzeu situat în Gundelsheim, landul Baden-Württemberg, Germania, dedicat protecției, păstrării și documentării moștenirii culturale a sașilor transilvăneni și a coexistenței acestora cu celelalte grupuri etnice din Transilvania. În anul 1999 a încheiat un parteneriat cu Muzeul de Etnografie și Artă Populară Săsească „Emil Sigerus” din Sibiu.

## Istoric
Baza de început a muzeului a fost o colecție de obiecte etnografice transilvănene adunate la München de către Lore Connerth-Seraphin la începutul anilor 1950. După ce s-a mutat în casa de bătrâni din Castelul Horneck, Gundelsheim, ea a donat de acum extinsa colecție societății "Johann Honterus". În 1968, acesta a fost deschis ca un muzeu mixt, funcționând deopotrivă ca Muzeu al Orașului Gundelsheim și ca Muzeu al Sașilor Transilvăneni.  În 1991, a primit statut de muzeu național. În 1997 curtea interioară a castelului a fost acoperită și dată în folosință ca spațiu central al muzeului. 
În 1999 guvernul federal german a cerut ca acest muzeu să fuzioneze cu Muzeul Central al Şvabilor Dunăreni din Ulm. Asociația Teritorială a Sașilor Transilvăneni s-a opus acestui plan, deoarece ei doreau să mențină unitatea facilităților proprii (Institutul Transilvănean, Muzeul Transilvănean, Biblioteca Transilvăneană) în Gundelsheim. Poziția aceasta a fost susținută de către guvernul landului Baden-Württemberg. În iune 2003 guvernul federal a abandonat aceste planuri.

## Clădire
Muzeul este găzduit la Castelul Horneck, Gundelsheim. Împarte clădirea cu Institutul Transilvănean, Biblioteca Transilvăneană, precum și cu o casă de bătrâni. Camerele muzeului se află la parter și la primul etaj. Muzeul are o intrare separată de a celorlalte facilități.

## Colecții
Colecțiile muzeului includ materiale și obiecte privind istoria sașilor transilvăneni, sistemul și ritualurile lor sociale, sistemul educativ, precum și viața urbană și rural.
Muzeul are de asemenea colecții ale unor artiști transilvăneni, precum Joseph Neuhauser. Expoziția permanentă deține autoportretul din 1853 al Clarei Adelheid Soterius von Sachsenheim și portretul pe care Clara i l-a făcut soțului ei, Tehodor, în același an. Muzeul are și picturi create de Theodor Sockl însuși. În 1998 muzeul a organizat o expoziție retrospectivă a pictoriței Edith Soterius von Sachsenheim și a cumpărat 50 de lucrări de pictură și grafică ale ei. În 1999 colecția Gundelsheim a fost de asemenea expusă la München, la Haus des Deutschen Ostens.